# 나가오촌 (효고현 가와베군)
나가오촌(長尾村)은 일본 효고현 가와베군에 설치되었던 촌이다. 현재의 다카라즈카시, 이타미시의 일부에 해당한다.